# Königliches Dekret (Italien)
Das Königliche Dekret (regio decreto r.d.) ist ein Rechtsakt mit Gesetzeskraft im italienischen Rechtssystem, der derzeit in Kraft, aber nicht mehr durchsetzbar ist, vom Ministerrat verabschiedet und vom König während des Königreichs Italien verkündet wurde.
Die politischen und administrativen Erfordernisse seit der Vereinigung Italiens hatten die Regierung veranlasst, ein königliches Dekret mit Rechtsnorm zu erlassen, das in die Zuständigkeit der Legislative fiel. Da kein Gesetz diese Befugnisse vorsah, blieb die Rechtsprechung über die rechtliche Wirksamkeit der einschlägigen Bestimmungen vor ihrer Ratifizierung durch das Parlament sehr umstritten. Erst 1926 wurde ein Gesetz (Gesetz Nr. 100 vom 31. Januar 1926) verabschiedet, das die Befugnisse der Exekutive zum Erlass von Rechtsnormen regelte.
Artikel 3 dieses Gesetzes sah vor, dass durch königliches Dekret nach Beratung durch den Ministerrat in außerordentlichen Fällen und wenn es aus dringenden und absolut notwendigen Gründen erforderlich war, rechtskräftige Verordnungen erlassen werden konnten, sofern dasselbe Dekret einer der beiden Kammern innerhalb der dritten Sitzung nach seiner Veröffentlichung zur Umwandlung vorgelegt wurde. Das Dekret, das nicht innerhalb von zwei Jahren nach seiner Veröffentlichung in ein Gesetz umgewandelt worden war, war ab dem Tag des Ablaufs dieser Frist nicht mehr in Kraft. Königliche Gesetzesdekrete, die nicht durch spätere Bestimmungen aufgehoben wurden und mit der republikanischen Verfassung vereinbar sind, bleiben auch in der Italienischen Republik in Kraft.